# ULAF League7 2021
La ULAF League7 2021 è  il campionato di football a 7, secondo livello nazionale, organizzato dalla ULAF.
Gli Dnepr Rockets si sono ritirati dopo la terza giornata, perdendo a tavolino gli altri incontri.

## Squadre partecipanti
| Club                 | Città     | Stadio | Sponsor ufficiale | Risultato nella stagione 2020 |
| -------------------- | --------- | ------ | ----------------- | ----------------------------- |
| Dnepr Rockets        | Dnipro    |        |                   |                               |
| Kiev Capitals 2      | Kiev      |        |                   |                               |
| Kiev Jokers          | Kiev      |        |                   |                               |
| Kiev Patriots 2      | Kiev      |        |                   |                               |
| Spartans Dnepr       | Dnipro    |        |                   |                               |
| Uzhgorod Lumberjacks | Užhorod   |        |                   |                               |
| Zdolbuniv Eagles     | Zdolbuniv |        |                   |                               |
| Zhytomyr Bisons      | Žytomyr   |        |                   |                               |

## Stagione regolare

### Calendario

#### 1ª giornata
| Žytomyr 22 maggio 2021, ore 16:00 | Zhytomyr Bisons | 6 – 54 | Uzhgorod Lumberjacks | Stadion Spartak |

| Kiev 23 maggio 2021, ore 17:00 | Kiev Capitals 2 | 44 – 26 | Kiev Patriots 2 |  |

#### 2ª giornata
| Zdolbuniv 5 giugno 2021, ore 16:00 | Zdolbuniv Eagles | 67 – 47 | Zhytomyr Bisons | Stadion Lokomotiv |

| Kiev 6 giugno 2021, ore 16:00 | Kiev Capitals 2 | 50 – 6 | Kiev Jokers |  |

| Dnipro 6 giugno 2021, ore 17:00 | Dnepr Rockets | 36 – 48 | Spartans Dnepr | Stadion Molodižnogo Parku Vidpočink |

#### 3ª giornata
| Užhorod 19 giugno 2021, ore 13:00 | Uzhgorod Lumberjacks | 68 – 30 | Zdolbuniv Eagles | Stadion Avangard |

| Kiev 20 giugno 2021, ore 18:00 | Kiev Jokers | 46 – 60 | Kiev Patriots 2 |  |

#### 4ª giornata
| Kiev 4 luglio 2021, ore 16:00 | Kiev Patriots 2 | 28 – 58 | Kiev Capitals 2 |  |

#### 5ª giornata
| Zdolbuniv 17 luglio 2021, ore 16:00 | Zdolbuniv Eagles | 34 – 64 | Uzhgorod Lumberjacks |  |

| Dnipro 18 luglio 2021 | Spartans Dnepr | 24 – 0 (a tavolino) | Dnepr Rockets | Stadion Molodižnogo Parku Vidpočink |

| Kiev 18 luglio 2021, ore 19:15 | Kiev Jokers | 18 – 78 | Kiev Capitals 2 |  |

#### 6ª giornata
| Kiev 31 luglio 2021, ore 17:00 | Kiev Jokers | 26 – 46 | Kiev Patriots 2 |  |

| Žytomyr 1º agosto 2021, ore 18:00 | Zhytomyr Bisons | 30 – 48 | Zdolbuniv Eagles | Stadion Spartak |

### Classifiche
Le classifiche della regular season sono le seguenti:
- PCT = percentuale di vittorie, G = partite giocate, V = partite vinte, P = partite perse, PF = punti fatti, PS = punti subiti

### Division West
| Pos. | Squadra              | PCT   | G | V | N | P | PF  | PS  |
| ---- | -------------------- | ----- | - | - | - | - | --- | --- |
| 1    | Uzhgorod Lumberjacks | 1.000 | 3 | 3 | 0 | 0 | 186 | 70  |
| 2    | Zdolbuniv Eagles     | .500  | 4 | 2 | 0 | 2 | 179 | 209 |
| 3    | Zhytomyr Bisons      | .000  | 3 | 0 | 0 | 3 | 83  | 169 |

### Division Center
| Pos. | Squadra         | PCT   | G | V | N | P | PF  | PS  |
| ---- | --------------- | ----- | - | - | - | - | --- | --- |
| 1    | Kiev Capitals 2 | 1.000 | 4 | 4 | 0 | 0 | 230 | 78  |
| 2    | Kiev Patriots 2 | .500  | 4 | 2 | 0 | 2 | 160 | 174 |
| 3    | Kiev Jokers     | .000  | 4 | 0 | 0 | 4 | 96  | 234 |

### Division East
| Pos. | Squadra        | PCT   | G | V | N | P | PF | PS |
| ---- | -------------- | ----- | - | - | - | - | -- | -- |
| 1    | Spartans Dnepr | 1.000 | 2 | 2 | 0 | 0 | 72 | 36 |
| 2    | Dnepr Rockets  | .000  | 2 | 0 | 0 | 2 | 36 | 72 |

## Playoff

### Tabellone
|  | Wild Card | Wild Card        | Wild Card |  |  | Semifinali | Semifinali           | Semifinali |  |  | Finale | Finale               | Finale |
|  |           |                  |           |  |  |            |                      |            |  |  |        |                      |        |
|  |           |                  |           |  |  | 1W         | Uzhgorod Lumberjacks | 84         |  |  |        |                      |        |
|  | 2W        | Zdolbuniv Eagles | 70        |  |  | 2W         | Zdolbuniv Eagles     | 52         |  |  |        |                      |        |
|  | 2C        | Kiev Patriots 2  | 69        |  |  |            |                      |            |  |  | 1W     | Uzhgorod Lumberjacks | 34     |
|  |           |                  |           |  |  |            |                      |            |  |  | 1C     | Kiev Capitals 2      | 8      |
|  |           |                  |           |  |  | 1C         | Kiev Capitals 2      | 52         |  |  |        |                      |        |
|  |           |                  |           |  |  | 1E         | Spartans Dnepr       | 50         |  |  |        |                      |        |

### Wild Card
| Zdolbuniv 8 agosto 2021, ore 17:00 | Zdolbuniv Eagles | 70 – 69 | Kiev Patriots 2 | Stadion Lokomotiv |

### Semifinali
| Zdolbuniv 14 agosto 2021, ore 17:00 | Zdolbuniv Eagles | 52 – 84 | Uzhgorod Lumberjacks | Stadion Lokomotiv |

| Kiev 15 agosto 2021, ore 17:00 | Kiev Capitals 2 | 52 – 50 | Spartans Dnepr | Central'na Sportivna Arena Desnjans'kogo Rajonu |

### Finale
| Užhorod 29 agosto 2021, ore 14:00 | Uzhgorod Lumberjacks | 34 – 8 | Kiev Capitals | Stadion Avtomobilist |

## Verdetti
- Uzhgorod Lumberjacks Vincitori della ULAF League7 2021